# Stazioni ferroviarie del Giappone (I)
| Stazioni ferroviarie del Giappone | Stazioni ferroviarie del Giappone | Stazioni ferroviarie del Giappone | Stazioni ferroviarie del Giappone | Stazioni ferroviarie del Giappone | Stazioni ferroviarie del Giappone | Stazioni ferroviarie del Giappone | Stazioni ferroviarie del Giappone | Stazioni ferroviarie del Giappone | Stazioni ferroviarie del Giappone | Stazioni ferroviarie del Giappone | Stazioni ferroviarie del Giappone | Stazioni ferroviarie del Giappone | Stazioni ferroviarie del Giappone | Stazioni ferroviarie del Giappone | Stazioni ferroviarie del Giappone | Stazioni ferroviarie del Giappone | Stazioni ferroviarie del Giappone | Stazioni ferroviarie del Giappone | Stazioni ferroviarie del Giappone | Stazioni ferroviarie del Giappone |
| --------------------------------- | --------------------------------- | --------------------------------- | --------------------------------- | --------------------------------- | --------------------------------- | --------------------------------- | --------------------------------- | --------------------------------- | --------------------------------- | --------------------------------- | --------------------------------- | --------------------------------- | --------------------------------- | --------------------------------- | --------------------------------- | --------------------------------- | --------------------------------- | --------------------------------- | --------------------------------- | --------------------------------- |
| A                                 | B                                 | C                                 | D                                 | E                                 | F                                 | G                                 | H                                 | I                                 | J                                 | KL                                | M                                 | N                                 | OP                                | R                                 | S                                 | T                                 | U                                 | W                                 | Y                                 | Z                                 |

## Lista delle stazioni

### Ib - Ik
| Stazione di Ibara               | 井原駅 (岡山県)（いばら）                  |
| Stazione di Ibaraichi           | 井原市駅（いばらいち）                     |
| Stazione di Ibaraki             | 茨木駅（いばらき）                         |
| Stazione di Ibaraki-shi         | 茨木市駅（いばらきし）                     |
| Stazione di Ibarame             | 茨目駅（いばらめ）                         |
| Stazione di Ibi                 | 揖斐駅（いび）                             |
| Stazione di Ibii                | 伊比井駅（いびい）                         |
| Stazione di Iburihashi          | 動橋駅（いぶりはし）                       |
| Stazione di Ibusuki             | 指宿駅（いぶすき）                         |
| Stazione di Ichiba (Fukuoka)    | 市場駅 (福岡県)（いちば）                  |
| Stazione di Ichiba (JR West)    | 市場駅 (JR西日本)（いちば）                |
| Stazione di Ichiba (Shintetsu)  | 市場駅 (神戸電鉄)（いちば）                |
| Stazione di Ichibataguchi       | 一畑口駅（いちばたぐち）                   |
| Stazione di Ichibe              | 市部駅（いちべ）                           |
| Stazione di Ichibu (Kumamoto)   | 一武駅（いちぶ）                           |
| Stazione di Ichibu (Nara)       | 一分駅（いちぶ）                           |
| Stazione di Ichiburi            | 市振駅（いちぶり）                         |
| Stazione di Ichida              | 市田駅（いちだ）                           |
| Stazione di Ichigao             | 市が尾駅（いちがお）                       |
| Stazione di Ichigaya            | 市ケ谷駅（いちがや）                       |
| Stazione di Ichihana            | 市塙駅（いちはな）                         |
| Stazione di Ichihara            | 市原駅（いちはら）                         |
| Stazione di Ichihashi           | 市橋駅（いちはし）                         |
| Stazione di Ichijima            | 市島駅（いちじま）                         |
| Stazione di Ichijōdani          | 一乗谷駅（いちじょうだに）                 |
| Stazione di Ichijōji            | 一乗寺駅（いちじょうじ）                   |
| Stazione di Ichikawa            | 市川駅（いちかわ）                         |
| Stazione di Ichikawa-Daimon     | 市川大門駅（いちかわだいもん）             |
| Stazione di Ichikawa-hommachi   | 市川本町駅（いちかわほんまち）             |
| Stazione di Ichikawa-Mama       | 市川真間駅（いちかわまま）                 |
| Stazione di Ichikawa-Ōno        | 市川大野駅（いちかわおおの）               |
| Stazione di Ichikawa-Shiohama   | 市川塩浜駅（いちかわしおはま）             |
| Stazione di Ichiki              | 市来駅（いちき）                           |
| Stazione di Ichinami            | 市波駅（いちなみ）                         |
| Stazione di Ichinobe            | 市辺駅（いちのべ）                         |
| Stazione di Ichinoe             | 一之江駅（いちのえ）                       |
| Stazione di Ichinohe            | 一戸駅（いちのへ）                         |
| Stazione di Ichinokawa          | 市ノ川駅（いちのかわ）                     |
| Stazione di Ichinomiya          | 一宮駅（いちのみや）                       |
| Stazione di Ichinomoto          | 櫟本駅（いちのもと）                       |
| Stazione di Ichinose            | 市ノ瀬駅（いちのせ）                       |
| Stazione di Ichinoseki          | 一ノ関駅（いちのせき）                     |
| Stazione di Ichinotorii         | 一の鳥居駅（いちのとりい）                 |
| Stazione di Ichinowari          | 一ノ割駅（いちのわり）                     |
| Stazione di Ichinuno            | 市布駅（いちぬの）                         |
| Stazione di Ichio               | 市尾駅（いちお）                           |
| Stazione di Ichioka             | 市岡駅（いちおか）                         |
| Stazione di Ichishi             | 一志駅（いちし）                           |
| Stazione di Ichishiro           | 市城駅（いちしろ）                         |
| Stazione di Ichitana            | 市棚駅（いちたな）                         |
| Stazione di Ichitsubo           | 市坪駅（いちつぼ）                         |
| Stazione di Idagawa             | 井田川駅（いだがわ）                       |
| Stazione di Idakiso             | 伊太祁曽駅（いだきそ）                     |
| Stazione di Idamichi            | 猪田道駅（いだみち）                       |
| Stazione di Ide                 | 井出駅（いで）                             |
| Stazione di Idemitsu Bijutsukan | 出光美術館駅（いでみつびじゅつかん）       |
| Stazione di Ido                 | 井戸駅（いど）                             |
| Stazione di Idogaya             | 井土ヶ谷駅（いどがや）                     |
| Stazione di Iehisa              | 家久駅（いえひさ）                         |
| Stazione di Iejigawa            | 家地川駅（いえぢがわ）                     |
| Stazione di Ieki                | 家城駅（いえき）                           |
| Stazione di Ienaka              | 家中駅（いえなか）                         |
| Stazione di Ieyama              | 家山駅（いえやま）                         |
| Stazione di Iga                 | 伊賀駅（いが）                             |
| Stazione di Iga-Kambe           | 伊賀神戸駅（いがかんべ）                   |
| Stazione di Iga-Kōzu            | 伊賀上津駅（いがこうづ）                   |
| Stazione di Igami               | 伊上駅（いがみ）                           |
| Stazione di Igashima            | 五十島駅（いがしま）                       |
| Stazione di Iga-Ueno            | 伊賀上野駅（いがうえの）                   |
| Stazione di Igaya               | 伊賀屋駅（いがや）                         |
| Stazione di Igumi               | 居組駅（いぐみ）                           |
| Stazione di Ihara               | 井原駅 (愛知県)（いはら）                  |
| Stazione di Iharanosato         | 井原里駅（いはらのさと）                   |
| Stazione di Iho                 | 伊保駅（いほ）                             |
| Stazione di Ii                  | 飯井駅（いい）                             |
| Stazione di Iibama              | 飯羽間駅（いいばま）                       |
| Stazione di Iida (Ishikawa)     | 飯田駅 (石川県)（いいだ）                  |
| Stazione di Iida (Nagano)       | 飯田駅 (長野県)（いいだ）                  |
| Stazione di Iidabashi           | 飯田橋駅（いいだばし）                     |
| Stazione di Iidaoka             | 飯田岡駅（いいだおか）                     |
| Stazione di Iigura              | 飯倉駅（いいぐら）                         |
| Stazione di Iijima              | 飯島駅（いいじま）                         |
| Stazione di Iimori              | 飯森駅（いいもり）                         |
| Stazione di Iinoura             | 飯浦駅（いいのうら）                       |
| Stazione di Iinuma              | 飯沼駅（いいぬま）                         |
| Stazione di Iioka               | 飯岡駅（いいおか）                         |
| Stazione di Iiyama              | 飯山駅（いいやま）                         |
| Stazione di Iizaka Onsen        | 飯坂温泉駅（いいざかおんせん）             |
| Stazione di Iizuka              | 飯塚駅（いいづか）                         |
| Stazione di Iizume              | 飯詰駅（いいづめ）                         |
| Stazione di Ijiri               | 井尻駅（いじり）                           |
| Stazione di Ijūin               | 伊集院駅（いじゅういん）                   |
| Stazione di Ikarigaseki         | 碇ヶ関駅（いかりがせき）                   |
| Stazione di Ikaushi             | 伊香牛駅（いかうし）                       |
| Stazione di Ikawa               | 井川駅（いかわ）                           |
| Stazione di Ikawadani           | 伊川谷駅（いかわだに）                     |
| Stazione di Ikawa-Sakura        | 井川さくら駅（いかわさくら）               |
| Stazione di Ikawashi            | 伊賀和志駅（いかわし）                     |
| Stazione di Ikazaki             | 五十崎駅（いかざき）                       |
| Stazione di Ikeba               | 池場駅（いけば）                           |
| Stazione di Ikebe               | 池部駅（いけべ）                           |
| Stazione di Ikebukuro           | 池袋駅（いけぶくろ）                       |
| Stazione di Ikeda (Hokkaido)    | 池田駅 (北海道)（いけだ）                  |
| Stazione di Ikeda (Kumamoto)    | 池田駅 (熊本県)（いけだ）                  |
| Stazione di Ikeda (Osaka)       | 池田駅 (大阪府)（いけだ）                  |
| Stazione di Ikedaen             | 池田園駅（いけだえん）                     |
| Stazione di Ikegami             | 池上駅（いけがみ）                         |
| Stazione di Ikejiri             | 池尻駅（いけじり）                         |
| Stazione di Ikejiri-Ōhashi      | 池尻大橋駅（いけじりおおはし）             |
| Stazione di Ikeno               | 池野駅（いけの）                           |
| Stazione di Ikenobe             | 池戸駅（いけのべ）                         |
| Stazione di Ikenotani           | 池谷駅（いけのたに）                       |
| Stazione di Ikenoue             | 池ノ上駅（いけのうえ）                     |
| Stazione di Ikenoura Seaside    | 池の浦シーサイド駅（いけのうらしーさいど） |
| Stazione di Ikenoura            | 池の浦駅（いけのうら）                     |
| Stazione di Ikeshita            | 池下駅（いけした）                         |
| Stazione di Ikezuki             | 池月駅（いけづき）                         |
| Stazione di Ikisan              | 一貴山駅（いきさん）                       |
| Stazione di Ikoinohiroba        | いこいの広場駅（いこいのひろば）           |
| Stazione di Ikoinomura          | いこいの村駅（いこいのむら）               |
| Stazione di Ikoma               | 生駒駅（いこま）                           |
| Stazione di Ikomasanjō          | 生駒山上駅（いこまさんじょう）             |
| Stazione di Ikuji               | 生地駅（いくじ）                           |
| Stazione di Ikuno (Hokkaido)    | 生野駅 (北海道)（いくの）                  |
| Stazione di Ikuno (Hyogo)       | 生野駅 (兵庫県)（いくの）                  |
| Stazione di Ikunoya             | 生野屋駅（いくのや）                       |
| Stazione di Ikura               | 井倉駅（いくら）                           |
| Stazione di Ikusabata           | 軍畑駅（いくさばた）                       |
| Stazione di Ikuta               | 生田駅 (神奈川県)（いくた）                |
| Stazione di Ikutahara           | 生田原駅（いくたはら）                     |
| Stazione di Ikutora             | 幾寅駅（いくとら）                         |

### Im - In
| Stazione di Imabari                          | 今治駅（いまばり）                                      |
| Stazione di Imabashi                         | 今橋駅（いまばし）                                      |
| Stazione di Imabetsu                         | 今別駅（いまべつ）                                      |
| Stazione di Imabuku                          | 今福駅（いまぶく）                                      |
| Stazione di Imadegawa                        | 今出川駅（いまでがわ）                                  |
| Stazione di Imafuku-Tsurumi                  | 今福鶴見駅（いまふくつるみ）                            |
| Stazione di Imagawa (Niigata)                | 今川駅 (新潟県)（いまがわ）                             |
| Stazione di Imagawa (Osaka)                  | 今川駅 (大阪府)（いまがわ）                             |
| Stazione di Imagawakappa                     | 今川河童駅（いまがわかっぱ）                            |
| Stazione di Imaguma                          | 今隈駅（いまぐま）                                      |
| Stazione di Imai                             | 今井駅（いまい）                                        |
| Stazione di Imaichi                          | 今市駅（いまいち）                                      |
| Stazione di Imaihamakaigan                   | 今井浜海岸駅（いまいはまかいがん）                      |
| Stazione di Imaike (Aichi)                   | 今池駅 (愛知県)（いまいけ）                             |
| Stazione di Imaike (Fukuoka)                 | 今池駅 (福岡県)（いまいけ）                             |
| Stazione di Imaike (Osaka)                   | 今池駅 (大阪府)（いまいけ）                             |
| Stazione di Imaise                           | 今伊勢駅（いまいせ）                                    |
| Stazione di Imaizumi                         | 今泉駅（いまいずみ）                                    |
| Stazione di Imajō                            | 今庄駅（いまじょう）                                    |
| Stazione di Imajuku                          | 今宿駅（いまじゅく）                                    |
| Stazione di Imamiya                          | 今宮駅（いまみや）                                      |
| Stazione di Imamiyaebisu                     | 今宮戎駅（いまみやえびす）                              |
| Stazione di Imari                            | 伊万里駅（いまり）                                      |
| Stazione di Imayama                          | 今山駅（いまやま）                                      |
| Stazione di Imazato (Kintetsu)               | 今里駅 (近鉄)（いまざと）                               |
| Stazione di Imazato (metropolitana di Osaka) | 今里駅 (大阪市営地下鉄)（いまざと）                     |
| Stazione di Imazu (Hyōgo)                    | 今津駅 (兵庫県)（いまづ）                               |
| Stazione di Imazu (Oita)                     | 今津駅 (大分県)（いまづ）                               |
| Stazione di Imba                             | 印場駅（いんば）                                        |
| Stazione di Imba-Nihon-idai                  | 印旛日本医大駅（いんばにほんいだい）                    |
| Stazione di Imbara                           | 因原駅（いんばら）                                      |
| Stazione di Imbe                             | 伊部駅（いんべ）                                        |
| Stazione di Imizu City Shinminato Chōsha-mae | (射水市新湊庁舎前駅（いみずししんみなとちょうしゃまえ） |
| Stazione di Ina                              | 伊奈駅（いな）                                          |
| Stazione di Inaba-Funaoka                    | 因幡船岡駅（いなばふなおか）                            |
| Stazione di Inaba-Yashiro                    | 因幡社駅（いなばやしろ）                                |
| Stazione di Ina-Chūō                         | 伊奈中央駅（いなちゅうおう）                            |
| Stazione di Inada                            | 稲田駅（いなだ）                                        |
| Stazione di Inadazutsumi                     | 稲田堤駅（いなだづつみ）                                |
| Stazione di Inadera                          | 猪名寺駅（いなでら）                                    |
| Stazione di Inae                             | 稲枝駅（いなえ）                                        |
| Stazione di Inaei                            | 稲永駅（いなえい）                                      |
| Stazione di Ina-Fukuoka                      | 伊那福岡駅（いなふくおか）                              |
| Stazione di Inage                            | 稲毛駅（いなげ）                                        |
| Stazione di Inagekaigan                      | 稲毛海岸駅（いなげかいがん）                            |
| Stazione di Inagi                            | 稲城駅（いなぎ）                                        |
| Stazione di Inagi-Naganuma                   | 稲城長沼駅（いなぎながぬま）                            |
| Stazione di Inahara                          | 稲原駅（いなはら）                                      |
| Stazione di Inaho                            | 稲穂駅（いなほ）                                        |
| Stazione di Ina-Hongō                        | 伊那本郷駅（いなほんごう）                              |
| Stazione di Inakadate                        | 田舎館駅（いなかだて）                                  |
| Stazione di Ina-Kamisato                     | 伊那上郷駅（いなかみさと）                              |
| Stazione di Ina-Kita                         | 伊那北駅（いなきた）                                    |
| Stazione di Inako (Mie)                      | 依那古駅（いなこ）                                      |
| Stazione di Inako (Shizuoka)                 | 稲子駅（いなこ）                                        |
| Stazione di Ina-Kozawa                       | 伊那小沢駅（いなこざわ）                                |
| Stazione di Ina-Matsushima                   | 伊那松島駅（いなまつしま）                              |
| Stazione di Inami                            | 印南駅（いなみ）                                        |
| Stazione di Inamuragasaki                    | 稲村ケ崎駅（いなむらがさき）                            |
| Stazione di Inano                            | 稲野駅（いなの）                                        |
| Stazione di Inao                             | 稲尾駅（いなお）                                        |
| Stazione di Ina-Ōshima                       | 伊那大島駅（いなおおしま）                              |
| Stazione di Inari                            | 稲荷駅（いなり）                                        |
| Stazione di Inarichō                         | 稲荷町駅 (東京都)（いなりちょう）                       |
| Stazione di Inariguchi                       | 稲荷口駅（いなりぐち）                                  |
| Stazione di Inarimachi                       | 稲荷町駅 (富山県)（いなりまち）                         |
| Inarimachi (Hiroshima)                       | 稲荷町駅 (広島県)（いなりまち）                         |
| Stazione di Inariyama                        | 稲荷山駅（いなりやま）                                  |
| Stazione di Inariyamakōen                    | 稲荷山公園駅（いなりやまこうえん）                      |
| Stazione di Inashi                           | 伊那市駅（いなし）                                      |
| Stazione di Inashibetsu                      | 稲士別駅（いなしべつ）                                  |
| Stazione di Ina-Shimmachi                    | 伊那新町駅（いなしんまち）                              |
| Stazione di Ina-Tajima                       | 伊那田島駅（いなたじま）                                |
| Stazione di Inatoi                           | 稲戸井駅（いなとい）                                    |
| Stazione di Inawashiro                       | 猪苗代駅（いなわしろ）                                  |
| Stazione di Inawashirokohan                  | 猪苗代湖畔駅（いなわしろこはん）                        |
| Stazione di Ina-Yawata                       | 伊那八幡駅（いなやわた）                                |
| Stazione di Inazawa                          | 稲沢駅（いなざわ）                                      |
| Stazione di Inazumikōen                      | 稲積公園駅（いなづみこうえん）                          |
| Stazione di Inazusa                          | 稲梓駅（いなずさ）                                      |
| Stazione di Innai                            | 院内駅（いんない）                                      |
| Stazione di Innoshō                          | 院庄駅（いんのしょう）                                  |
| Stazione di Ino (Chiba)                      | 井野駅 (千葉県)（いの）                                 |
| Stazione di Ino (Gunma)                      | 井野駅 (群馬県)（いの）                                 |
| Stazione di Ino (JR Shikoku)                 | 伊野駅 (JR四国)（いの）                                 |
| Stazione di Ino (Tosa Electric Railway)      | 伊野駅 (土佐電気鉄道)（いの）                           |
| Stazione di Inō (Hokkaido)                   | 伊納駅（いのう）                                        |
| Stazione di Inō (Yamaguchi)                  | 居能駅（いのう）                                        |
| Stazione di Inoekimae                        | 伊野駅前駅（いのえきまえ）                              |
| Stazione di Inokashira-kōen                  | 井の頭公園駅（いのかしらこうえん）                      |
| Stazione di Inokuchi (Hiroshima)             | 井口駅 (広島県)（いのくち）                             |
| Stazione di Inokuchi (Ishikawa)              | 井口駅 (石川県)（いのくち）                             |
| Stazione di Inonada                          | 伊野灘駅（いのなだ）                                    |
| Stazione di Inotani                          | 猪谷駅（いのたに）                                      |
| Stazione di Inotsuki                         | いのつき駅                                              |
| Stazione di Inoue                            | 井上駅（いのうえ）                                      |
| Stazione di Inubō                            | 犬吠駅（いぬぼう）                                      |
| Stazione di Inuzuka                          | 犬塚駅（いぬづか）                                      |
| Stazione di Inukai                           | 犬飼駅（いぬかい）                                      |
| Stazione di Inukawa                          | 犬川駅（いぬかわ）                                      |
| Stazione di Inuyama                          | 犬山駅（いぬやま）                                      |
| Stazione di Inuyamaguchi                     | 犬山口駅（いぬやまぐち）                                |
| Stazione di Inuyama-yūen                     | 犬山遊園駅（いぬやまゆうえん）                          |
| Stazione di Inzai-Makinohara                 | 印西牧の原駅（いんざいまきのはら）                      |

### Io - Is
| Stazione di Iogi                     | 井荻駅（いおぎ）                             |
| Stazione di Iohji-mae                | 医王寺前駅（いおうじまえ）                   |
| Stazione di Ioki                     | 伊尾木駅（いおき）                           |
| Stazione di Ippommatsu (Fukuoka)     | 一本松駅 (福岡県)（いっぽんまつ）            |
| Stazione di Ippommatsu (Saitama)     | 一本松駅 (埼玉県)（いっぽんまつ）            |
| Stazione di Iragawa                  | 五十川駅（いらがわ）                         |
| Stazione di Ireji                    | 入地駅（いれじ）                             |
| Stazione di Iri                      | 伊里駅（いり）                               |
| Stazione di Iriake                   | 入明駅（いりあけ）                           |
| Stazione di Irieoka                  | 入江岡駅（いりえおか）                       |
| Stazione di Irigaikekōen             | 杁ヶ池公園駅（いりがいけこうえん）           |
| Stazione di Irihirose                | 入広瀬駅（いりひろせ）                       |
| Stazione di Irinaka                  | いりなか駅（いりなか）                       |
| Stazione di Irino                    | 入野駅 (鹿児島県)（いりの）                  |
| Stazione di Iriso                    | 入曽駅（いりそ）                             |
| Stazione di Iriuda                   | 入生田駅（いりうだ）                         |
| Stazione di Iriya (Kanagawa)         | 入谷駅 (神奈川県)（いりや）                  |
| Stazione di Iriya (Tokyo)            | 入谷駅 (東京都)（いりや）                    |
| Stazione di Iriyamase                | 入山瀬駅（いりやませ）                       |
| Stazione di Irumashi                 | 入間市駅（いるまし）                         |
| Stazione di Iryō Center              | 医療センター駅（いりょうせんたー）           |
| Stazione di Isa                      | 石原駅 (京都府)（いさ）                      |
| Stazione di Isahaya                  | 諫早駅（いさはや）                           |
| Stazione di Isahayahigashikōkōmae    | 諫早東高校前駅（いさはやひがしこうこうまえ） |
| Stazione di Isaida                   | 井細田駅（いさいだ）                         |
| Stazione di Isaryō                   | 伊佐領駅（いさりょう）                       |
| Stazione di Isawaonsen               | 石和温泉駅（いさわおんせん）                 |
| Stazione di Ise-Asahi                | 伊勢朝日駅（いせあさひ）                     |
| Stazione di Iseda                    | 伊勢田駅（いせだ）                           |
| Stazione di Isegi                    | 井関駅（いせぎ）                             |
| Stazione di Isehara                  | 伊勢原駅（いせはら）                         |
| Stazione di Ise-Hata                 | 伊勢八太駅（いせはた）                       |
| Stazione di Ise-Hatta                | 伊勢治田駅（いせはった）                     |
| Stazione di Ise-Ishibashi            | 伊勢石橋駅（いせいしばし）                   |
| Stazione di Ise-Kamakura             | 伊勢鎌倉駅（いせかまくら）                   |
| Stazione di Ise-Kashiwazaki          | 伊勢柏崎駅（いせかしわざき）                 |
| Stazione di Ise-Kawaguchi            | 伊勢川口駅（いせかわぐち）                   |
| Stazione di Ise-Kawashima            | 伊勢川島駅（いせかわしま）                   |
| Stazione di Ise-Matsumoto            | 伊勢松本駅（いせまつもと）                   |
| Stazione di Ise-Nakagawa             | 伊勢中川駅（いせなかがわ）                   |
| Stazione di Ise-Nakahara             | 伊勢中原駅（いせなかはら）                   |
| Stazione di Ise-Okitsu               | 伊勢奥津駅（いせおきつ）                     |
| Stazione di Ise-Ōi                   | 伊勢大井駅（いせおおい）                     |
| Stazione di Isesaki                  | 伊勢崎駅（いせさき）                         |
| Stazione di Iseshi                   | 伊勢市駅（いせし）                           |
| Stazione di Ise-Takehara             | 伊勢竹原駅（いせたけはら）                   |
| Stazione di Ise-Ueno                 | 伊勢上野駅（いせうえの）                     |
| Stazione di Ise-Wakamatsu            | 伊勢若松駅（いせわかまつ）                   |
| Stazione di Ise-Yachi                | 伊勢八知駅（いせやち）                       |
| Stazione di Isezakichōjamachi        | 伊勢佐木長者町駅（いせざきちょうじゃまち）   |
| Stazione di Ishiba                   | 石場駅（いしば）                             |
| Stazione di Ishibashi (Osaka)        | 石橋駅 (大阪府)（いしばし）                  |
| Stazione di Ishibashi (Tochigi)      | 石橋駅 (栃木県)（いしばし）                  |
| Stazione di Ishibe                   | 石部駅（いしべ）                             |
| Stazione di Ishibotoke               | 石仏駅（いしぼとけ）                         |
| Stazione di Ishida (Fukuoka)         | 石田駅 (福岡県)（いしだ）                    |
| Stazione di Ishida (Kyoto)           | 石田駅 (京都府)（いしだ）                    |
| Stazione di Ishidoriya               | 石鳥谷駅（いしどりや）                       |
| Stazione di Ishiga                   | 石蟹駅（いしが）                             |
| Stazione di Ishikaki                 | 石垣駅（いしかき）                           |
| Stazione di Ishigami                 | 石上駅（いしがみ）                           |
| Stazione di Ishigamimae              | 石神前駅（いしがみまえ）                     |
| Stazione di Ishige                   | 石下駅（いしげ）                             |
| Stazione di Ishihama                 | 石浜駅（いしはま）                           |
| Stazione di Ishiharamachi            | 石原町駅（いしはらまち）                     |
| Stazione di Ishii (Hyogo)            | 石井駅 (兵庫県)（いしい）                    |
| Stazione di Ishii (Tokushima)        | 石井駅 (徳島県)（いしい）                    |
| Stazione di Ishiji                   | 石地駅（いしじ）                             |
| Stazione di Ishikari-Futomi          | 石狩太美駅（いしかりふとみ）                 |
| Stazione di Ishikari-Kanazawa        | 石狩金沢駅（いしかりかなざわ）               |
| Stazione di Ishikari-Numata          | 石狩沼田駅（いしかりぬまた）                 |
| Stazione di Ishikari-Tōbetsu         | 石狩当別駅（いしかりとうべつ）               |
| Stazione di Ishikari-Tsukigata       | 石狩月形駅（いしかりつきがた）               |
| Stazione di Ishikawa Pool Mae        | 石川プール前駅（いしかわぷーるまえ）         |
| Stazione di Ishikawa (JR East)       | 石川駅 (JR東日本)（いしかわ）                |
| Stazione di Ishikawa (Kōnan Railway) | 石川駅 (弘南鉄道)（いしかわ）                |
| Stazione di Ishikawachō              | 石川町駅（いしかわちょう）                   |
| Stazione di Ishikawadai              | 石川台駅（いしかわだい）                     |
| Stazione di Ishikiri                 | 石切駅（いしきり）                           |
| Stazione di Ishikoshi                | 石越駅（いしこし）                           |
| Stazione di Ishikura                 | 石倉駅（いしくら）                           |
| Stazione di Ishinden                 | 一身田駅（いしんでん）                       |
| Stazione di Ishino                   | 石野駅（いしの）                             |
| Stazione di Ishinomaki               | 石巻駅（いしのまき）                         |
| Stazione di Ishioka                  | 石岡駅（いしおか）                           |
| Stazione di Ishiokaminamidai         | 石岡南台駅（いしおかみなみだい）             |
| Stazione di Ishitegawakōen           | 石手川公園駅（いしてがわこうえん）           |
| Stazione di Ishiuchi                 | 石打駅（いしうち）                           |
| Stazione di Ishiuchi Dam             | 石打ダム駅（いしうちだむ）                   |
| Stazione di Ishiwara                 | 石原駅 (埼玉県)（いしわら）                  |
| Stazione di Ishiya                   | 石谷駅（いしや）                             |
| Stazione di Ishiyagawa               | 石屋川駅（いしやがわ）                       |
| Stazione di Ishiyama                 | 石山駅（いしやま）                           |
| Stazione di Ishiyamadera             | 石山寺駅（いしやまでら）                     |
| Stazione di Ishizai                  | 石才駅（いしざい）                           |
| Stazione di Ishizu (Gifu)            | 石津駅 (岐阜県)（いしづ）                    |
| Stazione di Ishizu (Osaka)           | 石津駅 (大阪府)（いしづ）                    |
| Stazione di Ishizuchiyama            | 石鎚山駅（いしづちやま）                     |
| Stazione di Ishizugawa               | 石津川駅（いしづがわ）                       |
| Stazione di Island Center            | アイランドセンター駅（あいらんどせんたー）   |
| Stazione di Island kitaguchi         | アイランド北口駅（あいらんどきたぐち）       |
| Stazione di Isō                      | 石生駅（いそう）                             |
| Stazione di Isobe (Gunma)            | 磯部駅 (群馬県)（いそべ）                    |
| Stazione di Isobe (Ishikawa)         | 磯部駅 (石川県)（いそべ）                    |
| Stazione di Isobunnai                | 磯分内駅（いそぶんない）                     |
| Stazione di Isogo                    | 磯子駅（いそご）                             |
| Stazione di Isohara                  | 磯原駅（いそはら）                           |
| Stazione di Isoichi                  | 五十市駅（いそいち）                         |
| Stazione di Isonoura                 | 磯ノ浦駅（いそのうら）                       |
| Stazione di Isotake                  | 五十猛駅（いそたけ）                         |
| Stazione di Isoyama                  | 磯山駅（いそやま）                           |
| Stazione di Isozaki                  | 磯崎駅（いそざき）                           |
| Stazione di Issha                    | 一社駅（いっしゃ）                           |
| Stazione di Isshōchi                 | 一勝地駅（いっしょうち）                     |
| Stazione di Isurugi                  | 石動駅（いするぎ）                           |
| Stazione di Isuzugaoka               | 五十鈴ヶ丘駅（いすずがおか）                 |
| Stazione di Isuzugawa                | 五十鈴川駅（いすずがわ）                     |

### It - Iz
| Stazione di Itabashi                      | 板橋駅（いたばし）                                             |
| Stazione di Itabashi-honchō               | 板橋本町駅（いたばしほんちょう）                               |
| Stazione di Itabashi-kuyakusho-mae        | 板橋区役所前駅（いたばしくやくしょまえ）                       |
| Stazione di Itabu                         | 飯給駅（いたぶ）                                               |
| Stazione di Itakano                       | 井高野駅（いたかの）                                           |
| Stazione di Itako                         | 潮来駅（いたこ）                                               |
| Stazione di Itakura-tōyōdaimae            | 板倉東洋大前駅（いたくらとうようだいまえ）                     |
| Stazione di Itami (JR West)               | 伊丹駅 (JR西日本)（いたみ）                                    |
| Stazione di Itami (Hankyu)                | 伊丹駅 (阪急)（いたみ）                                        |
| Stazione di Itamochi                      | 板持駅（いたもち）                                             |
| Stazione di Itano                         | 板野駅（いたの）                                               |
| Stazione di Itaya                         | 板谷駅（いたや）                                               |
| Stazione di Itayado                       | 板宿駅（いたやど）                                             |
| Stazione di Itayanagi                     | 板柳駅（いたやなぎ）                                           |
| Stazione di Itō                           | 伊東駅（いとう）                                               |
| Stazione di Itoda                         | 糸田駅（いとだ）                                               |
| Stazione di Itoi                          | 糸井駅（いとい）                                               |
| Stazione di Itoigawa                      | 糸魚川駅（いといがわ）                                         |
| Stazione di Itoizawa                      | 糸魚沢駅（いといざわ）                                         |
| Stazione di Itonuki                       | 糸貫駅（いとぬき）                                             |
| Stazione di Itoshino                      | 愛し野駅（いとしの）                                           |
| Stazione di Itozaki                       | 糸崎駅（いとざき）                                             |
| Stazione di Itsukaichi                    | 五日市駅（いつかいち）                                         |
| Stazione di Itsukamachi                   | 五日町駅（いつかまち）                                         |
| Stazione di Itsutsubashi                  | 五橋駅（いつつばし）                                           |
| Stazione di Iwadate                       | 岩館駅（いわだて）                                             |
| Stazione di Iwade                         | 岩出駅（いわで）                                               |
| Stazione di Iwadeyama                     | 岩出山駅（いわでやま）                                         |
| Stazione di Iwafune                       | 岩舟駅（いわふね）                                             |
| Stazione di Iwafunemachi                  | 岩船町駅（いわふねまち）                                       |
| Stazione di Iwahana                       | 岩鼻駅（いわはな）                                             |
| Stazione di Iwahara                       | 岩原駅（いわはら）                                             |
| Stazione di Iwai                          | 岩井駅（いわい）                                               |
| Stazione di Iwaizumi                      | 岩泉駅（いわいずみ）                                           |
| Stazione di Iwajuku                       | 岩宿駅（いわじゅく）                                           |
| Stazione di Iwaki (Fukushima)             | いわき駅（いわき）                                             |
| Stazione di Iwaki (Nara)                  | 磐城駅（いわき）                                               |
| Stazione di Iwaki-Asakawa                 | 磐城浅川駅（いわきあさかわ）                                   |
| Stazione di Iwaki-Hanawa                  | 磐城塙駅（いわきはなわ）                                       |
| Stazione di Iwaki-Ishii                   | 磐城石井駅（いわきいしい）                                     |
| Stazione di Iwaki-Ishikawa                | 磐城石川駅（いわきいしかわ）                                   |
| Stazione di Iwaki-Minato                  | 岩城みなと駅（いわきみなと）                                   |
| Stazione di Iwaki-Moriyama                | 磐城守山駅（いわきもりやま）                                   |
| Stazione di Iwaki-Ōta                     | 磐城太田駅（いわきおおた）                                     |
| Stazione di Iwakiri                       | 岩切駅（いわきり）                                             |
| Stazione di Iwaki-Tanakura                | 磐城棚倉駅（いわきたなくら）                                   |
| Stazione di Iwaki-Tokiwa                  | 磐城常葉駅（いわきときわ）                                     |
| Stazione di Iwakuni                       | 岩国駅（いわくに）                                             |
| Stazione di Iwakura (Aichi)               | 岩倉駅 (愛知県)（いわくら）                                    |
| Stazione di Iwakura (Kyoto)               | 岩倉駅 (京都府)（いわくら）                                    |
| Stazione di Iwakura (Yamaguchi)           | 岩倉駅 (山口県)（いわくら）                                    |
| Stazione di Iwakuraji                     | 岩峅寺駅（いわくらじ）                                         |
| Stazione di Iwama                         | 岩間駅（いわま）                                               |
| Stazione di Iwamatsu                      | 岩松駅（いわまつ）                                             |
| Stazione di Iwami (Tottori)               | 岩美駅（いわみ）                                               |
| Stazione di Iwami (Nara)                  | 石見駅（いわみ）                                               |
| Stazione di Iwami-Fukumitsu               | 石見福光駅（いわみふくみつ）                                   |
| Stazione di Iwami-Kawagoe                 | 石見川越駅（いわみかわごえ）                                   |
| Stazione di Iwami-Kawamoto                | 石見川本駅（いわみかわもと）                                   |
| Stazione di Iwami-Matsubara               | 石見松原駅（いわみまつばら）                                   |
| Stazione di Iwami-Tsuda                   | 石見津田駅（いわみつだ）                                       |
| Stazione di Iwami-Tsuga                   | 石見都賀駅（いわみつが）                                       |
| Stazione di Iwami-Yanaze                  | 石見簗瀬駅（いわみやなぜ）                                     |
| Stazione di Iwami-Yokota                  | 石見横田駅（いわみよこた）                                     |
| Stazione di Iwamizawa                     | 岩見沢駅（いわみざわ）                                         |
| Stazione di Iwamoto                       | 岩本駅（いわもと）                                             |
| Stazione di Iwamotochō                    | 岩本町駅（いわもとちょう）                                     |
| Stazione di Iwamura                       | 岩村駅（いわむら）                                             |
| Stazione di Iwamurada                     | 岩村田駅（いわむらだ）                                         |
| Stazione di Iwamuro                       | 岩室駅（いわむろ）                                             |
| Stazione di Iwanami                       | 岩波駅（いわなみ）                                             |
| Stazione di Iwane                         | 巖根駅（いわね）                                               |
| Stazione di Iwanebashi                    | 岩根橋駅（いわねばし）                                         |
| Stazione di Iwano                         | 岩野駅（いわの）                                               |
| Stazione di Iwanome                       | 岩野目駅（いわのめ）                                           |
| Stazione di Iwanoshita                    | 岩ノ下駅（いわのした）                                         |
| Stazione di Iwanuma                       | 岩沼駅（いわぬま）                                             |
| Stazione di Iwappara ski-jō-mae           | 岩原スキー場前駅（いわっぱらスキーじょうまえ）                 |
| Stazione di Iwasawa                       | 岩沢駅（いわさわ）                                             |
| Stazione di Iwase                         | 岩瀬駅（いわせ）                                               |
| Stazione di Iwasehama                     | 岩瀬浜駅（いわせはま）                                         |
| Stazione di Iwashima                      | 岩島駅（いわしま）                                             |
| Stazione di Iwashimizu-hachimangū         | 石清水八幡宮駅（いわしみずはちまんぐう）                       |
| Stazione di Iwashiro                      | 岩代駅（いわしろ）                                             |
| Stazione di Iwashiroshimizu               | 岩代清水駅（いわしろしみず）                                   |
| Stazione di Iwata (Shizuoka)              | 磐田駅（いわた）                                               |
| Stazione di Iwata (Yamaguchi)             | 岩田駅 (山口県)（いわた）                                      |
| Stazione di Iwatakiguchi                  | 岩滝口駅（いわたきぐち）                                       |
| Stazione di Iwate-Funakoshi               | 岩手船越駅（いわてふなこし）                                   |
| Stazione di Iwate-Futsukamachi            | 岩手二日町駅（いわてふつかまち）                               |
| Stazione di Iwate-Iioka                   | 岩手飯岡駅（いわていいおか）                                   |
| Stazione di Iwate-Kamigō                  | 岩手上郷駅（いわてかみごう）                                   |
| Stazione di Iwate-Kariya                  | 岩手刈屋駅（いわてかりや）                                     |
| Stazione di Iwate-Kawaguchi               | 岩手川口駅（いわてかわぐち）                                   |
| Stazione di Iwate-Numakunai               | いわて沼宮内駅（いわてぬまくない）                             |
| Stazione di Iwate-Ōkawa                   | 岩手大川駅（いわておおかわ）                                   |
| Stazione di Iwate-Wainai                  | 岩手和井内駅（いわてわいない）                                 |
| Stazione di Iwato                         | 石刀駅（いわと）                                               |
| Stazione di Iwatsuka                      | 岩塚駅（いわつか）                                             |
| Stazione di Iwatsuki                      | 岩槻駅（いわつき）                                             |
| Stazione di Iwaya (Hyogo)                 | 岩屋駅 (兵庫県)（いわや）                                      |
| Stazione di Iwaya (Saga)                  | 岩屋駅 (佐賀県)（いわや）                                      |
| Stazione di Iwayama                       | 岩山駅（いわやま）                                             |
| Stazione di Iya                           | 揖屋駅（いや）                                                 |
| Stazione di Iyaguchi                      | 祖谷口駅（いやぐち）                                           |
| Stazione di Iyo-Doi                       | 伊予土居駅（いよどい）                                         |
| Stazione di Iyo-Himi                      | 伊予氷見駅（いよひみ）                                         |
| Stazione di Iyo-Hirano                    | 伊予平野駅（いよひらの）                                       |
| Stazione di Iyo-Hōjō                      | 伊予北条駅（いよほうじょう）                                   |
| Stazione di Iyo-Iwaki                     | 伊予石城駅（いよいわき）                                       |
| Stazione di Iyo-Izushi                    | 伊予出石駅（いよいずし）                                       |
| Stazione di Iyo-Kameoka                   | 伊予亀岡駅（いよかめおか）                                     |
| Stazione di Iyo-Kaminada                  | 伊予上灘駅（いよかみなだ）                                     |
| Stazione di Iyoki                         | 伊与喜駅（いよき）                                             |
| Stazione di Iyo-Komatsu                   | 伊予小松駅（いよこまつ）                                       |
| Stazione di Iyo-Mishima                   | 伊予三島駅（いよみしま）                                       |
| Stazione di Iyo-Miyanoshita               | 伊予宮野下駅（いよみやのした）                                 |
| Stazione di Iyo-Miyoshi                   | 伊予三芳駅（いよみよし）                                       |
| Stazione di Iyo-Nagahama                  | 伊予長浜駅（いよながはま）                                     |
| Stazione di Iyo-Nakayama                  | 伊予中山駅（いよなかやま）                                     |
| Stazione di Iyo-Ōhira                     | 伊予大平駅（いよおおひら）                                     |
| Stazione di Iyo-Ōzu                       | 伊予大洲駅（いよおおず）                                       |
| Stazione di Iyo-Saijō                     | 伊予西条駅（いよさいじょう）                                   |
| Stazione di Iyo-Sakurai                   | 伊予桜井駅（いよさくらい）                                     |
| Stazione di Iyo-Sangawa                   | 伊予寒川駅（いよさんがわ）                                     |
| Stazione di Iyoshi                        | 伊予市駅（いよし）                                             |
| Stazione di Iyo-Shirataki                 | 伊予白滝駅（いよしらたき）                                     |
| Stazione di Iyo-Tachibana                 | いよ立花駅（いよたちばな）                                     |
| Stazione di Iyo-Tachikawa                 | 伊予立川駅（いよたちかわ）                                     |
| Stazione di Iyo-Tomita                    | 伊予富田駅（いよとみた）                                       |
| Stazione di Iyo-Wake                      | 伊予和気駅（いよわけ）                                         |
| Stazione di Iyo-Yokota                    | 伊予横田駅（いよよこた）                                       |
| Stazione di Iyo-Yoshida                   | 伊予吉田駅（いよよしだ）                                       |
| Stazione di Izu-Atagawa                   | 伊豆熱川駅（いずあたがわ）                                     |
| Stazione di Izue                          | いずえ駅（いずえ）                                             |
| Stazione di Izu-Hokkawa                   | 伊豆北川駅（いずほっかわ）                                     |
| Stazione di Izu-Inatori                   | 伊豆稲取駅（いずいなとり）                                     |
| Stazione di Izukōgen                      | 伊豆高原駅（いずこうげん）                                     |
| Stazione di Izukyu Shimoda                | 伊豆急下田駅（いずきゅうしもだ）                               |
| Stazione di Izume                         | 出目駅（いずめ）                                               |
| Stazione di Izumi (Fukushima)             | 泉駅 (福島市)（いずみ）                                        |
| Stazione di Izumi (Iwaki)                 | 泉駅 (福島県いわき市)（いずみ）                                |
| Stazione di Izumi (Kagoshima)             | 出水駅（いずみ）                                               |
| Stazione di Izumi-Chūō (Kanagawa)         | いずみ中央駅（いずみちゅうおう）                               |
| Stazione di Izumi-Chūō (Miyagi)           | 泉中央駅（いずみちゅうおう）                                   |
| Stazione di Izumi-Chūō (Osaka)            | 和泉中央駅（いずみちゅうおう）                                 |
| Stazione di Izumi-Fuchū                   | 和泉府中駅（いずみふちゅう）                                   |
| Stazione di Izumigaoka                    | 泉ヶ丘駅（いずみがおか）                                       |
| Stazione di Izumigō                       | 泉郷駅（いずみごう）                                           |
| Stazione di Izumi-Hashimoto               | 和泉橋本駅（いずみはしもと）                                   |
| Stazione di Izumino                       | いずみ野駅（いずみの）                                         |
| Stazione di Izumi-Omiya                   | 和泉大宮駅（いずみおおみや）                                   |
| Stazione di Izumiotsu                     | 泉大津駅（いずみおおつ）                                       |
| Stazione di Izumisano                     | 泉佐野駅（いずみさの）                                         |
| Stazione di Izumisawa                     | 泉沢駅（いずみさわ）                                           |
| Stazione di Izumi-Sunagawa                | 和泉砂川駅（いずみすながわ）                                   |
| Stazione di Izumita                       | 泉田駅（いずみた）                                             |
| Stazione di Izumi-Taiikukan               | 泉体育館駅（いずみたいいくかん）                               |
| Stazione di Izumi-Tamagawa                | 和泉多摩川駅（いずみたまがわ）                                 |
| Stazione di Izumi-Tottori                 | 和泉鳥取駅（いずみとっとり）                                   |
| Stazione di Izumizaki                     | 泉崎駅（いずみざき）                                           |
| Stazione di Izumma                        | 出馬駅（いずんま）                                             |
| Stazione di Izumo-Daitō                   | 出雲大東駅（いずもだいとう）                                   |
| Stazione di Izumo-Jinzai                  | 出雲神西駅（いずもじんざい）                                   |
| Stazione di Izumo-kagakukan Park Town-mae | 出雲科学館パークタウン前駅（いずもかがくかんパークタウンまえ） |
| Stazione di Izumo-Minari                  | 出雲三成駅（いずもみなり）                                     |
| Stazione di Izumo-Sakane                  | 出雲坂根駅（いずもさかね）                                     |
| Stazione di Izumoshi                      | 出雲市駅（いずもし）                                           |
| Stazione di Izumo Taisha-mae              | 出雲大社前駅（いずもたいしゃまえ）                             |
| Stazione di Izumo-Yashiro                 | 出雲八代駅（いずもやしろ）                                     |
| Stazione di Izumo-Yokota                  | 出雲横田駅（いずもよこた）                                     |
| Stazione di Izumozaki                     | 出雲崎駅（いずもざき）                                         |
| Stazione di Izu-Nagaoka                   | 伊豆長岡駅（いずながおか）                                     |
| Stazione di Izu-Nitta                     | 伊豆仁田駅（いずにった）                                       |
| Stazione di Izu-Ōkawa                     | 伊豆大川駅（いずおおかわ）                                     |
| Stazione di Izu-Taga                      | 伊豆多賀駅（いずたが）                                         |